# Calliphora stygia
Calliphora stygia este o specie de muște din genul Calliphora, familia Calliphoridae. A fost descrisă pentru prima dată de Fabricius în anul 1781. Conform Catalogue of Life specia Calliphora stygia nu are subspecii cunoscute.

## Galerie

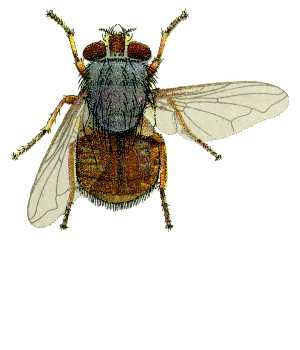
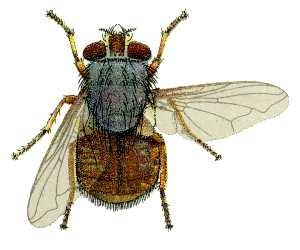